# 阿托查圣母圣殿

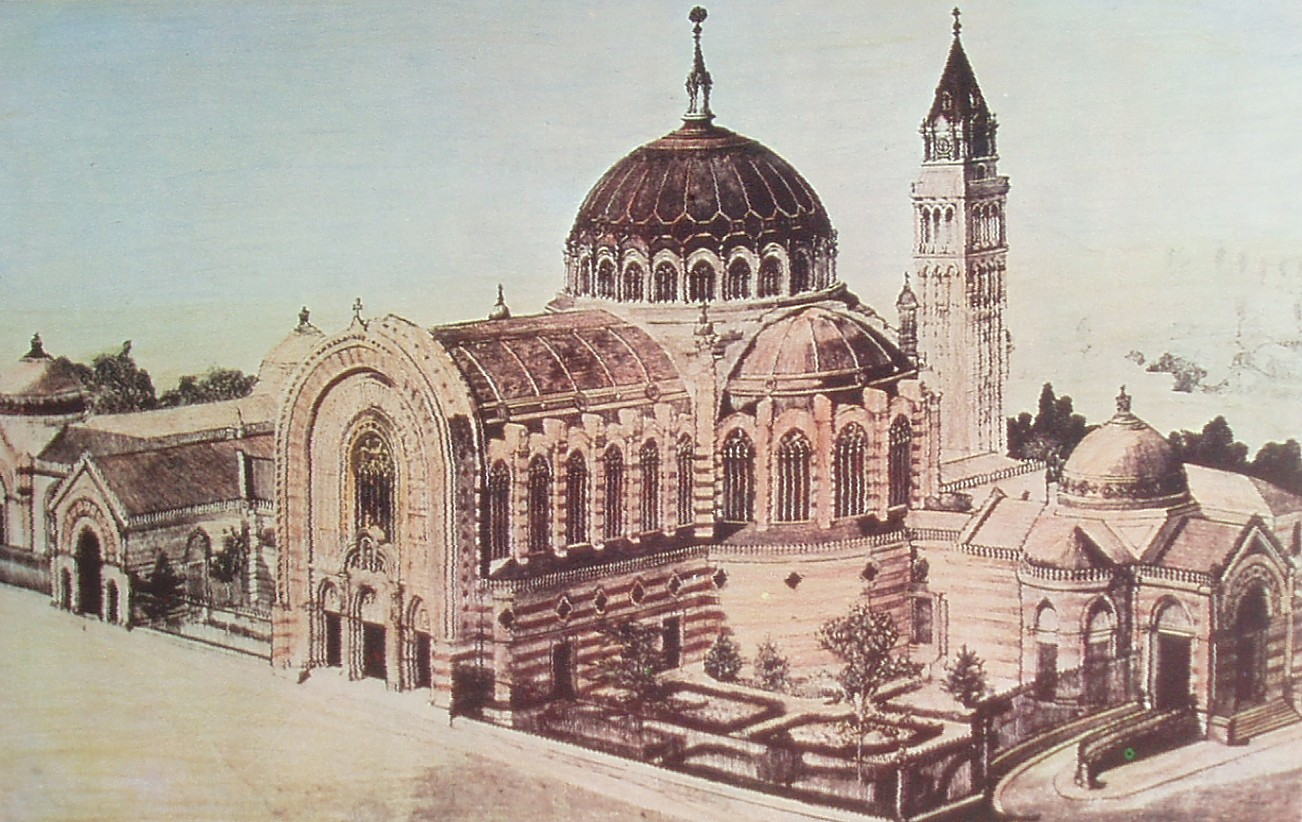

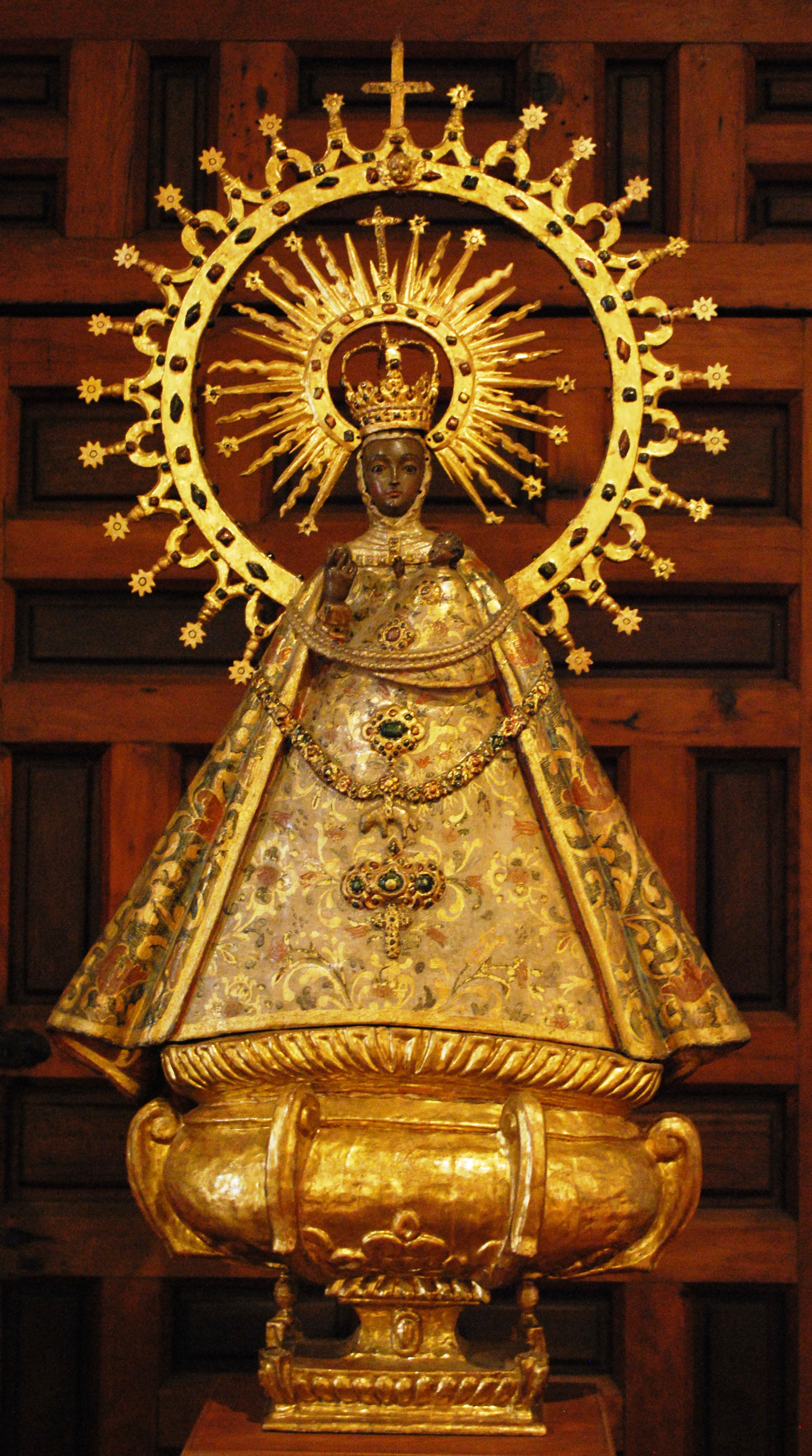

阿托查圣母圣殿（Real Basílica de Nuestra Señora de Atocha）是马德里市中心的一座宗座圣殿，位于巴塞罗那城大道（Avenida de la Ciudad de Barcelona）3号。

## 历史
它是马德里的六座宗座圣殿之一，此外还包括梅迪纳塞利耶稣圣殿、圣方济各圣殿、圣弥额尔圣殿、仁慈圣母拉丁美洲圣殿（Basílica Hispanoamericana de Nuestra Señora de la Merced），和灵迹圣母圣殿。
该堂历史悠久。阿托查圣母是在收复失地运动时期发现的一尊丢失的圣像。老教堂年久失修，在十九世纪九十年代重建为新拜占庭式建筑。
该堂在西班牙内战期间被毁，1951年完成重建。
毗邻教堂是名人墓地（Panteón de Hombres Ilustres）。
40°24′20″N 3°41′01″W / 40.4055°N 3.6837°W